# 赤嶺站
26°11′35.6″N 127°39′37.7″E / 26.193222°N 127.660472°E
赤嶺站（日语：／ Akamine eki */?）是一個位於日本沖繩縣那霸市赤嶺2丁目、沖繩都市單軌電車線沿線的車站，也是日本全國位置最南的車站。

## 車站
島式月台1面2線。設有手扶電梯、升降機的設備。

### 月台配置
| 月台 | 路線                | 目的地                                       |
| ---- | ------------------- | -------------------------------------------- |
| 1    | ■沖繩都市單軌電車線 | 小祿、縣廳前、牧志、歌町、首里、日子浦西方向 |
| 2    | ■沖繩都市單軌電車線 | 那霸機場方向                                 |

### 車站設備
- 投幣式儲物櫃
- 公共電話
- 自動販賣機
- 廁所

## 利用狀況
| 年度 | 1日平均乗車人數 |
| ---- | --------------- |
| 2003 | 983             |
| 2004 | 1,029           |
| 2005 | 1,441           |
| 2006 | 1,521           |
| 2007 | 1,621           |
| 2008 | 1,607           |
| 2009 | 1,638           |
| 2010 | 1,683           |
| 2011 | 1,706           |
| 2012 | 1,746           |
| 2013 | 1,837           |
| 2014 | 1,836           |
| 2015 | 1,958           |
| 2016 | 2,122           |
| 2017 | 2,248           |
| 2018 | 2,433           |
| 2019 | 2,469           |
| 2020 | 1,428           |
| 2021 | 1,441           |
| 2022 | 1,981           |

## 車站附近
車站北方是赤嶺縣營住宅，南方是大型高級公寓。
車站南側交通廣場
- 招呼站
- 單車停車場（免費）
- 「日本最南端車站」石碑

郵局
- 小祿郵局 - 步行約8分鐘

飲食
- 麥當勞小祿店 - 步行約2分鐘
- 肯德基小祿店 - 步行約3分鐘

其他設施
- 航空自衛隊那霸基地 - 步行約6分鐘

道路
- 國道331號
- 沖繩縣道221號那霸內環狀線

## 巴士路線
赤嶺站前站
- 17號：石嶺（開南）線（那霸巴士營運）
- 56號：浦添線（琉球巴士交通營運）
- 87號: 赤峰手港線（那霸巴士）
- 89號：糸滿（高良）線（那霸巴士營運）

## 歷史
- 2003年8月10日：車站啟用。
- 2004年7月26日：設置「日本最南端的站」石碑。

## 其他
- 車站抵達時車內音樂的鈴聲是沖繩的童謠《花的風車》（花の風車）

## 相鄰車站
沖繩都市單軌電車
■沖繩都市單軌電車線
那霸機場（1）－赤嶺（2）－小祿（3）

## 外部連結
- 沖繩都市單軌電車 – 赤嶺站 （页面存档备份，存于）（日語）（英文）（繁體中文）（简体中文）